# Championnat d'Espagne de football 1992-1993
Navigation
Championnat d'Espagne 1991-92 Championnat d'Espagne 1993-94
Le Championnat d'Espagne de football de Primera División 1992-1993 est la 62e édition de ce championnat.

## Classement
| Rang | Équipe                 | Pts | J  | G  | N  | P  | Bp | Bc | Diff |
| ---- | ---------------------- | --- | -- | -- | -- | -- | -- | -- | ---- |
| 1    | FC Barcelone           | 58  | 38 | 25 | 8  | 5  | 87 | 34 | +53  |
| 2    | Real Madrid            | 57  | 38 | 24 | 9  | 5  | 75 | 28 | +47  |
| 3    | Deportivo La Corogne   | 54  | 38 | 22 | 10 | 6  | 67 | 33 | +34  |
| 4    | Valence CF             | 48  | 38 | 19 | 10 | 9  | 60 | 33 | +27  |
| 5    | CD Tenerife            | 44  | 38 | 15 | 14 | 9  | 59 | 47 | +12  |
| 6    | Atlético Madrid        | 43  | 38 | 16 | 11 | 11 | 52 | 42 | +10  |
| 7    | Séville FC             | 43  | 38 | 17 | 9  | 12 | 46 | 44 | +2   |
| 8    | Athletic Bilbao        | 40  | 38 | 17 | 6  | 15 | 53 | 49 | +4   |
| 9    | Real Saragosse         | 35  | 38 | 11 | 13 | 14 | 37 | 52 | -15  |
| 10   | Osasuna Pampelune      | 34  | 38 | 12 | 10 | 16 | 42 | 41 | +1   |
| 11   | Celta Vigo             | 34  | 38 | 9  | 16 | 13 | 25 | 32 | -7   |
| 12   | Real Sociedad          | 34  | 38 | 13 | 8  | 17 | 46 | 59 | -13  |
| 13   | Real Sporting de Gijón | 34  | 38 | 11 | 12 | 15 | 38 | 57 | -19  |
| 14   | Rayo Vallecano         | 33  | 38 | 8  | 7  | 13 | 40 | 49 | -9   |
| 15   | CD Logroñés            | 33  | 38 | 11 | 11 | 16 | 32 | 48 | -16  |
| 16   | Real Oviedo            | 32  | 38 | 11 | 10 | 17 | 42 | 52 | -10  |
| 17   | Albacete Balompié      | 31  | 38 | 11 | 9  | 18 | 54 | 59 | -5   |
| 18   | Espanyol Barcelone     | 29  | 38 | 9  | 11 | 18 | 40 | 56 | -16  |
| 19   | Cadix CF               | 22  | 38 | 5  | 12 | 21 | 30 | 70 | -40  |
| 20   | Burgos CF              | 22  | 38 | 4  | 14 | 20 | 29 | 69 | -40  |

|  | Champion   |
|  | Relégation |

## Bilan de la saison
| Tableau d'Honneur                 |              |
| Compétition                       | Vainqueur    |
| Championnat d'Espagne de football | FC Barcelone |
| Coupe d'Espagne de football       | Real Madrid  |

| Promotions et relégations    |                                            |
| Relégués en Segunda División | Espanyol Barcelone Cadix CF Burgos CF      |
| Promus en Primera División   | UE Lleida Real Valladolid Racing Santander |

## Meilleurs buteurs

### Classement des buteurs
Le tableau ci-dessous reprend les 3 meilleurs buteurs du championnat.
| #  | Pays | Joueur            | Club                 | Buts | Matches joués |
| -- | ---- | ----------------- | -------------------- | ---- | ------------- |
| 1. |      | Bebeto            | Deportivo La Corogne | 29   |               |
| 2  |      | Iván Zamorano     | Real Madrid          | 27   |               |
| 3  |      | Hristo Stoitchkov | FC Barcelone         | 20   |               |